# 기요오카 고타로
기요오카 고타로(일본어: 清岡 幸大郎, 2001년 4월 12일~)는 일본의 레슬링 선수이다. 2024년 하계 올림픽 남자 자유형 라이트급 금메달을 획득했다.

## 경력
고치현 고치시 출신으로 고치남중학교와 고치남고등학교를 졸업했다. 중학교와 고등학교 시절 연령별 일본 레슬링 선수권 대회와 인터하이 등 국내 대회에서 우승했고 일본 체육대학 3학년 때인 2023년에 일본 국가대표로 발탁되었다.
2023년 3월 불가리아 소피아에서 열린 단 콜로프-니콜라 페트로프 토너먼트 대회에 참가하여 국가대표 데뷔전을 가졌으며 알바니아의 이슬람 두다에브를 꺾고 우승했다. 같은 해 10월에는 알바니아 티라나에서 열린 2023년 세계 U-23  선수권 대회에 참가했고 9위에 올랐다.
2024년 4월 키르기스스탄 비슈케크에서 열린 올림픽 아시아 지역 예선 대회에 참가하여 중국의 위안 사오화를 결승에서 꺾고 2024년 하계 올림픽 출전권을 획득했다. 같은 해 6월에는 헝가리 부다페스트에서 열린 임레 포야크-야노시 버르거 추모 대회에 참가하여 이란의 아바스 에브라힘자데를 꺾고 우승했다. 
2024년 8월에는 프랑스 파리에서 열린 2024년 하계 올림픽에 일본 국가대표로 참가했다. 그는 첫 상대인 몰도바의 막심 사쿨찬을 시작으로 푸에르토리코의 세바스티안 리베라를 꺾으며 준결승에 진출했다. 그는 준결승에서 몽골의 투무르오치링 톨가를 5-1로 꺾으며 결승에 진출했고 결승에서 이란의 라흐만 아무자드를 10-3으로 꺾으며 선수 경력 첫 메이저 국제 대회 메달이자 올림픽 금메달을 획득했다.